# Vítor Constâncio
Vítor Constâncio, född 12 oktober 1943 i Lissabon, Portugal, är en portugisisk nationalekonom, som från juni 2010 till maj 2018 var vice ordförande för Europeiska centralbanken och tidigare ordförande för Portugals centralbank från 2000 till 2010. 
Han har varit öppet kritisk till bitcoin som valuta och jämfört det med den holländska tulpanbubblan på 1600-talet.

## Biografi
Constâncio tog grundexamen i ekonomi vid universitetet i Lissabon och tog en magisterexamen vid University of Bristol. 

## Karriär och vetenskapligt arbete
Constâncio var statssekreterare för planering i Portugals provisoriska regering I och II från 1974 till 1975 och statssekreterare för budget och planering 1976 i den IV:e provisoriska regeringen. Han blev sedan finansminister från januari till augusti 1978 i Portugals andra konstitutionella regering och är därför fram till nu den yngsta portugisiska finansministern sedan revolutionen. 
Constâncio var generalsekreterare för Socialistpartiet från 1986 till 1989. Han förlorade parlamentsvalet den 19 juli 1987, men satt kvar. Han avgick året därpå och ersattes av Jorge Sampaio.
Han var chef för Banco de Portugal, den portugisiska centralbanken, för första gången 1985–86, efter att ha utsetts till vice guvernör 1977, 1979 och under perioden 1981–1984.
Från 1995 till 1999 var Constâncio ledamot av portugals högsta förvaltningsdomstol. Under samma period var han styrelseledamot (verkställande direktör) för Banco Português de Investimento (BPI), en ledande privat portugisisk bankgrupp, med ansvar för budget, redovisning och kontroll av finansmarknadsrisker. I denna egenskap företrädde han BPI som icke verkställande ledamot av Portugal Telecoms styrelse och därefter som icke verkställande ledamot av styrelsen för Energias de Portugal.
Constâncio tjänstgjorde återigen som guvernör för Banco de Portugal från 2000 till 2010, efter att ha utnämnts på nytt 2006. Under hans ordförandeskap spenderade Portugals centralbank en tredjedel av sitt ursprungliga innehav av 600 ton guld till ca 400 ton.

### Europeiska centralbanken, 2010 - 2018
Constâncio nämndes första gången som en potentiell vice ordförande för Europeiska centralbanken 2002, för att ersätta Christian Noyer. Vid den tiden angav han familjeskäl för att avstå från att kandidera till posten.
Constâncio utsågs sedan till vice ordförande för Europeiska centralbanken 2010, för en åttaårig mandatperiod. Vid den tiden valdes han av euroområdets finansministrar före Peter Praet, chef för Belgiens centralbank, och Yves Mersch, chefen för Bank of Luxembourg, för att ersätta Loukas Papadimos från Grekland. Under sin tid på ECB utvecklade han ett rykte som en inflationsduva som ofta betonade behovet av ekonomisk tillväxt.
Kort därefter, den 6 april 2011, begärde den portugisiska regeringen, som stod inför ökande svårigheter att säkra sina finansieringsbehov på de internationella finansmarknaderna, formellt internationellt finansiellt stöd som ledde till ett program på 78 miljarder euro med lika deltagande av Europeiska finansiella stabiliseringsmekanismen, Europeiska finansiella stabiliseringsfaciliteten och Internationella valutafonden. 

### Andra uppdrag
- Sedan juni 2018 är han professor vid School of Economics & Business Administration vid University of Navarra.
- Center for Economic and Policy Research (CEPR), Distinguished Fellow (sedan 2019)[14]
- Financial Stability Board (FSB), Ex-Officio Member of the Standing Committee on Supervisory and Regulatory Cooperation
- Banco de Portugal, ledamot av the Advisory Board[15]

## Utmärkelser och hedersbetygelser
- Storkors av Kristi militärorden[6]
- Storkorset av Henrik Sjöfararens orden[6]

[Redigera Wikidata]